# Skecz

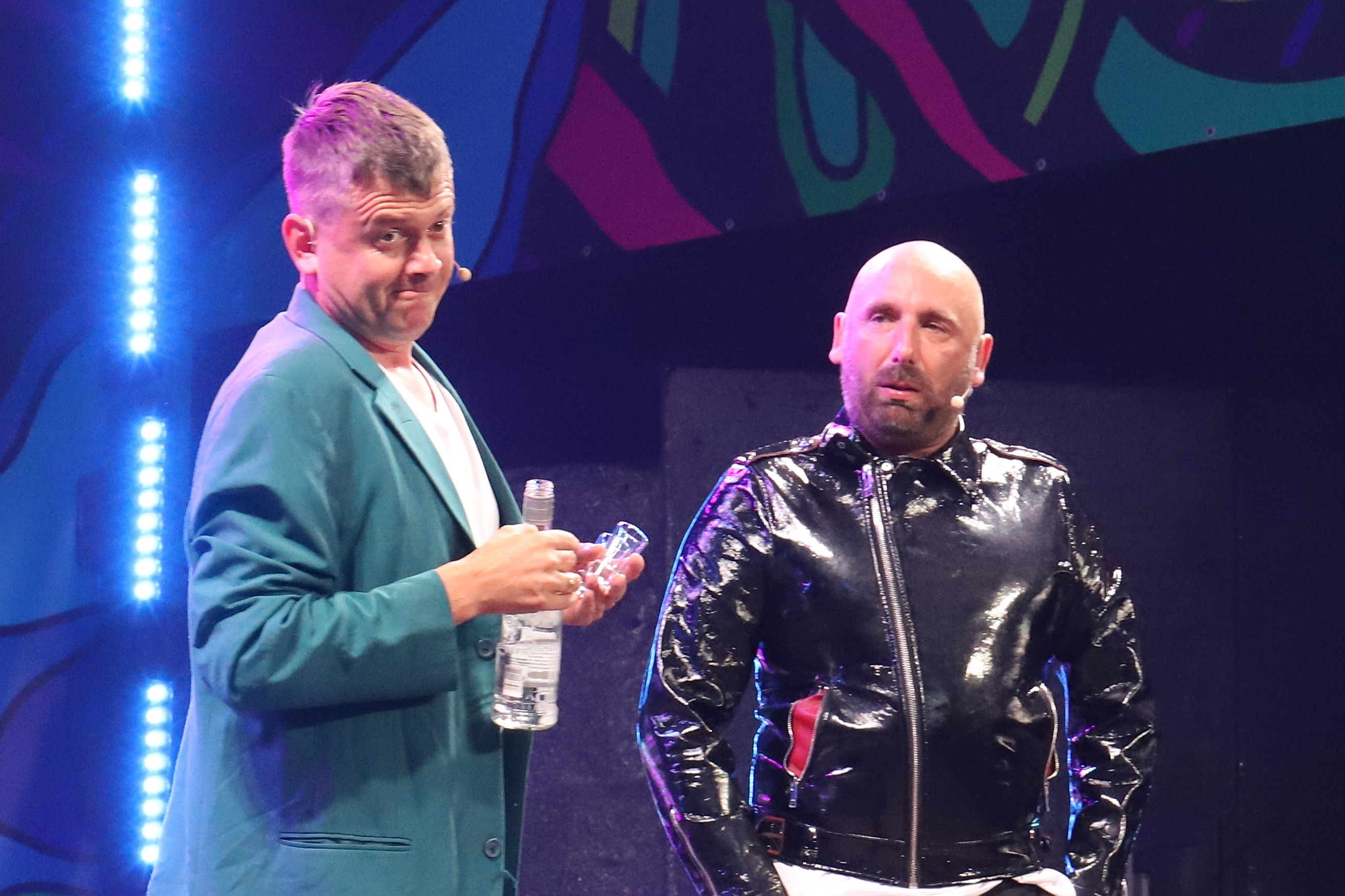
Skecz

Skecz (ang. sketch comedy) – kabaretowy lub estradowy krótki utwór sceniczny (literacki), stworzony w celu wywołania śmiechu u widzów. Oparty na żywym dialogu i komicznych sytuacjach. Cechą charakterystyczną skeczu jest zaskakująca puenta, podobnie jak w dowcipie. Niekiedy jednakże puenta staje się zbyteczna, jeżeli treść lub aktorstwo wywołuje zamierzony efekt rozbawienia publiczności.

## Sketch show
W państwach anglosaskich na rynku telewizyjnym, a niekiedy również radiowym, funkcjonuje pojęcie sketch show. Oznacza ono serial komediowy, który składa się z jedynie luźno powiązanych ze sobą skeczy, zazwyczaj wykonywanych przez tę samą grupę komików. Przykładami takich seriali są Latający cyrk Monty Pythona czy Mała Brytania. W Polsce w tej konwencji realizowany był m.in. Tygodnik Moralnego Niepokoju. Przeciwieństwem sketch show jest sitcom, stanowiący spójną fabularnie opowieść, w której każdy aktor gra stałą postać, zwykle tylko jedną.